# 木村梢
木村 梢（きむら こずえ、1926年11月6日 - 2019年10月28日）は、エッセイスト。
邦枝完二の長女として東京市麹町区（現東京都千代田区麹町）に生まれる。父と同様に麹町幼稚園、麹町小学校で学び、文化学院女学部を卒業。1948年、俳優の木村功と結婚。妹にクニエダヤスエがいる。娘は七代杵屋佐吉に嫁ぎ、孫に杵屋浅吉、杵屋佐喜がいる。木村功の死後『功、大好き』を上梓しベストセラーになった。
2019年10月28日、老衰のため92歳で死去した。墓所は多磨霊園。

## 著書
- 『功、大好き 俳優木村功の愛と死と』講談社 1982、講談社文庫 1984
- 『花の日々に』サンケイ出版 1983
- 『竹の家の人々』リビングマガジン 1984
- 編著『功、手紙ありがとう』 三笠書房 1985
- 『花咲いて花散って、今』文化出版局 1987
- 『母送りの記 介護の日々』文化出版局 1988
- 『日の暮れぬうち』三空出版 1994
- 『東京山の手 昔がたり』世界文化社 1996
- 『少女の干もの』清流出版 2000